# Floridia
Floridia ist eine Stadt im Freien Gemeindekonsortium Syrakus in der Region Sizilien in Italien mit 21.243 Einwohnern (Stand 31. Dezember 2023). Sie liegt 12 km westlich von Syrakus.

## Lage und Daten
Der Ort liegt auf einer Ebene, knapp 8 km von der Küste entfernt. Die Einwohner leben hauptsächlich von Landwirtschaft, Viehzucht und der Industrie (Zement- und Nahrungsmittelindustrie).
Die Nachbargemeinden sind Canicattini Bagni, Palazzolo Acreide, Syrakus und Solarino.
Der Bahnhof Floridia lag an der 1959 stillgelegten schmalspurigen Bahnstrecke Syrakus–Ragusa.

## Geschichte
Xiridia, das heutige Floridia, war ursprünglich ein Lehen der Familie Siracusa. Die heutige Gemeinde wurde im Jahre 1628 gegründet.

## Stadtbild und Bauwerke
Der Straßen des Ortes wurden gleichmäßig und rechtwinklig angelegt.

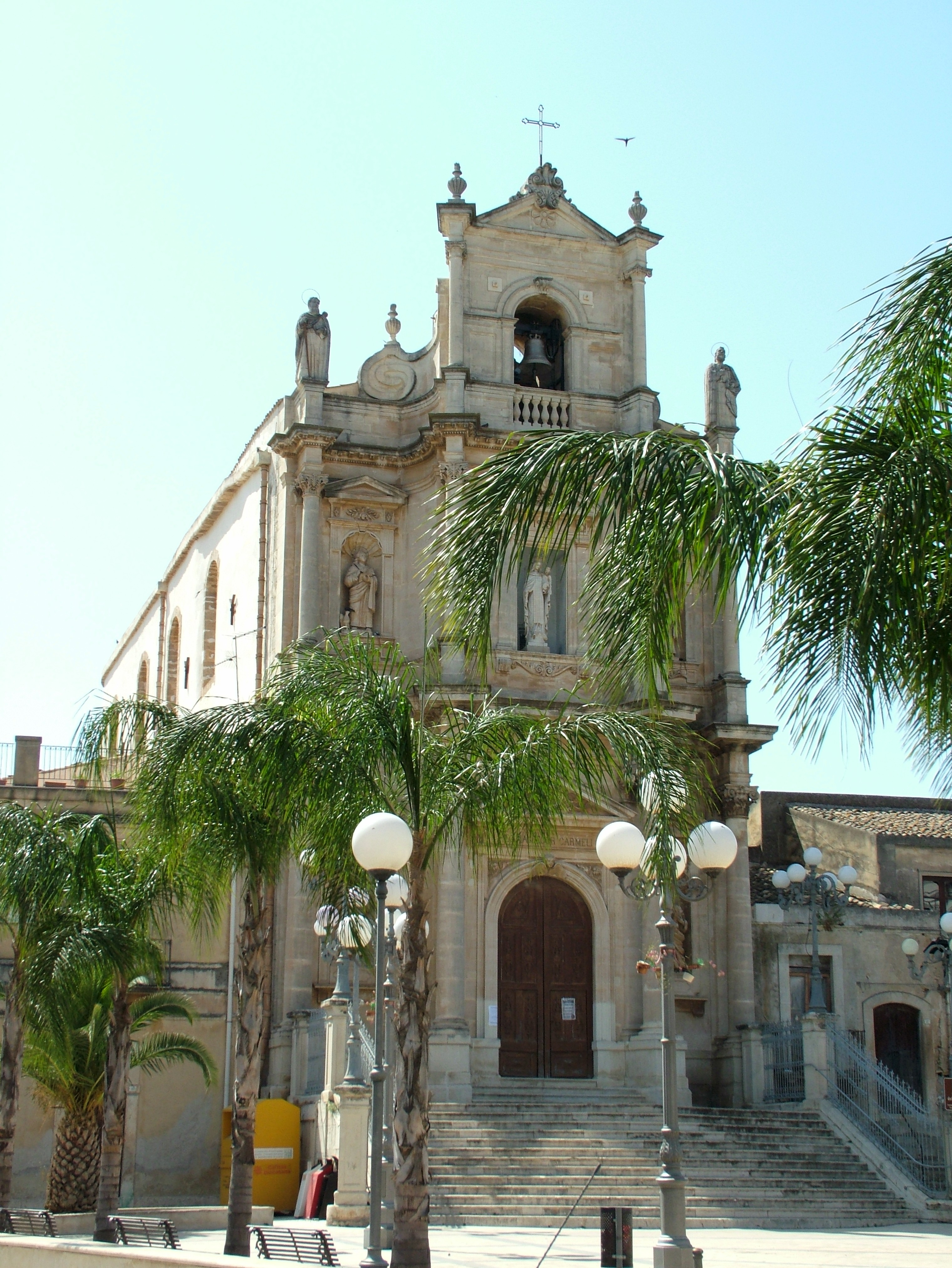
Chiesa Madonna del Carmelo

- Chiesa Madre S. Bartolomeo Apostolo
- Chiesa di S. Antonio
- Chiesa di S. Anna
- Chiesa del Carmine. Die Fassade wurde bei dem Erdbeben 1908 stark beschädigt, aber wieder restauriert.
- Chiesa della Madonna delle Grazie, Die Kirche wurde von den Spaniern nach dem Sieg über die Österreicher errichtet.
- Chiesa di S. Francesco

## Umgebung
- Cava di Spampinato, eine Felsformation aus Spalten und Höhlen, die durch Erosion entstanden sind

## Persönlichkeiten
- Vittorio Fagone (1933–2018), Kunstkritiker

## Städtepartnerschaften
Floridia unterhält partnerschaftliche Beziehungen mit den Städten:
- Hartford (Connecticut), Vereinigte Staaten
- San Miguel de Tucumán, Argentinien

## Belege
1. ↑  Bilancio demografico e popolazione residente per sesso al 31 dicembre 2023. ISTAT. (Bevölkerungsstatistiken des Istituto Nazionale di Statistica, Stand 31. Dezember 2023).